# Mihaela Lăcătuș
Mihaela Lăcătuș (ur. 5 sierpnia 1981 roku w Bukareszcie) – rumuńska bokserka, uczestniczka igrzysk olimpijskich w Londynie.

## Igrzyska olimpijskie
Wzięła udział w wadze do 60 kilogramów na igrzyskach olimpijskich w 2012 roku. W 1/8 trafiła na reprezentantkę Chin Dong Cheng 5-10 i odpadła z dalszej rywalizacji. W końcowej klasyfikacji zajęła 9. miejsce. 